# 1447
1447 (MCDXLVII) fue un año común comenzado en domingo del calendario juliano.

## Acontecimientos
- Nicolás V sucede a Eugenio IV como papa.
- Bajo liderazgo de Juan Hunyadi Moldavia y Transilvania se convierten en un único país, y se fortalece su alianza con Valaquia.
- La aldea Fresnillo de las Dueñas pasa de ser una aldea a ser una villa a cargo de la orden del señor del monasterio de la Vid.

## Nacimientos
- 10 de septiembre - Paolo de San Leocadio, pintor italo-español.

## Fallecimientos
- 23 de febrero - Humberto de Gloucester, militar y noble inglés.